# 48 Armia (ZSRR)
48 Armia (ros. 48-я армия) – związek operacyjny Armii Czerwonej z okresu II wojny światowej.

## Historia
48 Armia wchodziła w skład Frontu Centralnego i 1 Frontu Białoruskiego. Dowodzona przez gen. płk Prokofija Romanienkę brała udział w operacji Bagration. Uczestniczyła w ciężkich walkach z niemiecką 2 Armią  przebijającą się przez Puszczę Białowieską. We wrześniu prowadziła walki o uchwycenie i utrzymanie przyczółka na Bugu.
Następnie, w składzie wojsk 2 Frontu Białoruskiego brała udział w ofensywie styczniowej. Od listopada 1944 dowódcą 48 Armią był gen. por. Nikołaj Gusiew. Funkcję szefa sztabu pełnił gen. mjr Iwan Glebow. Od 14 stycznia 1945 prowadziła natarcie w kierunku Przasnysza i Makowa Mazowieckiego. W dniach 19 i 20 marca 1945 razem z 5 Gwardyjską Armią Pancerną toczyła walki w rejonie Braniewa, w ramach operacji wschodniopruskiej.

## Dowództwo armii
Dowódcy:
- gen. por. Maksim Antoniuk[7]
- gen. mjr Grigorji Chaliuzin (03.05.1942 - 11.02.1943)
- gen. por. Prokofij Romanienko (12.02.1943 - 15.12.1944)
- gen. por. Nikołaj Gusiew (15.12.1944 - 05.05.1945)[8]

Szefowie sztabu:
- gen. mjr Iwan Glebow

## Struktura organizacyjna
Skład w latach 1944-1945:
- 29 Korpus Armijny
- 42 Korpus Armijny
- 53 Korpus Armijny[5].